# ParaNorman
ParaNorman er en amerikansk 3D stop-motionfilm fra 2012, produceret af Laika og med stemmer af Kodi Smit-McPhee, Tucker Albrizzi, Anna Kendrick, Casey Affleck, Christopher Mintz-Plasse, Leslie Mann, Jeff Garlin, Elaine Stritch, Bernard Hill, Jodelle Ferland, Tempestt Bledsoe, Alex Borstein og John Goodman.

## Medvirkende
| Original stemme          | Dansk stemme       | Figur                                 |
| ------------------------ | ------------------ | ------------------------------------- |
| Kodi Smit-McPhee         | Níckolas Feit      | Norman Babcock                        |
| Jodelle Ferland          | Caroline Kelstrup  | Agatha "Aggie" Prenderghast           |
| Tucker Albrizzi          | Alfred Schwartz    | Neil Downe, Normans ven               |
| Anna Kendrick            | Emma Sehested Høeg | Courtney Babcock, Normans storesøster |
| Casey Affleck            | Malte Milner       | Mitch Downe, Neils storebror          |
| Christopher Mintz-Plasse | Andreas Jessen     | Alvin, skolebølle                     |
| Leslie Mann              | Cecilie Stenspil   | Sandra Babcock, Normans mor           |
| Jeff Garlin              | Ole Boisen         | Perry Babcock, Normans far            |
| Elaine Stritch           | Margrethe Koytu    | Bedstemor Babcock                     |
| Bernard Hill             | Nis Bank-Mikkelsen | Dommer Hopkins, leder af zombierne    |
| John Goodman             | Søren Spanning     | Hr. Prenderghast, Normans onkel       |
| Tempestt Bledsoe         | Jette Sievertsen   | Sheriff Hooper                        |
| Alex Borstein            | Judith Rothenborg  | Mrs. Henscher, Normans lærer          |